# Lake Magdalene
Lake Magdalene ist ein census-designated place (CDP) im Hillsborough County im US-Bundesstaat Florida. Das U.S. Census Bureau hat bei der Volkszählung 2020 eine Einwohnerzahl von 30.742 ermittelt.

## Geographie
Lake Magdalene grenzt im Süden direkt an Tampa. Der CDP wird von der Interstate 275, dem U.S. Highway 41 sowie den Florida State Roads 579, 582, 597 und 685 durchquert bzw. tangiert.

## Demographische Daten
Laut der Volkszählung 2010 verteilten sich die damaligen 28.509 Einwohner auf 13.387 Haushalte. Die Bevölkerungsdichte lag bei 1040,5 Einw./km². 82,8 % der Bevölkerung bezeichneten sich als Weiße, 7,7 % als Afroamerikaner, 0,3 % als Indianer und 2,8 % als Asian Americans. 3,6 % gaben die Angehörigkeit zu einer anderen Ethnie und 3,0 % zu mehreren Ethnien an. 21,1 % der Bevölkerung bestand aus Hispanics oder Latinos.
Im Jahr 2010 lebten in 26,0 % aller Haushalte Kinder unter 18 Jahren sowie 27,1 % aller Haushalte Personen mit mindestens 65 Jahren. 60,3 % der Haushalte waren Familienhaushalte (bestehend aus verheirateten Paaren mit oder ohne Nachkommen bzw. einem Elternteil mit Nachkomme). Die durchschnittliche Größe eines Haushalts lag bei 2,30 Personen und die durchschnittliche Familiengröße bei 2,89 Personen.
21,3 % der Bevölkerung waren jünger als 20 Jahre, 23,5 % waren 20 bis 39 Jahre alt, 31,1 % waren 40 bis 59 Jahre alt und 24,1 % waren mindestens 60 Jahre alt. Das mittlere Alter betrug 44 Jahre. 47,5 % der Bevölkerung waren männlich und 52,5 % weiblich.
Das durchschnittliche Jahreseinkommen lag bei 48.940 $, dabei lebten 13,1 % der Bevölkerung unter der Armutsgrenze.
Im Jahr 2000 war Englisch die Muttersprache von 86,12 % der Bevölkerung, spanisch sprachen 10,93 % und 2,95 % hatten eine andere Muttersprache.